# Hans Jacob Hansen
Hans Jacob Hansen, född 10 augusti 1855, död 26 juni 1936, var en dansk zoolog.
Hansen blev filosofie doktor 1883, blev assistent vid Zoologisk museum i Köpenhamn 1875 och anställd som vetenskaplig medhjälpare vid museets leddjursavdelning 1885. Han har i sin rika vetenskapliga produktion främsts behandlat leddjuren. Bland hans äldre arbeten märks Fabrica oris dipterorum (1883) och i Zoologia danica lämnade han bidrag till spindlarnas och fiskarnas naturhistoria (1882-90). Framför allt är det dock som kräldjurforskare och komparativ morfolog som Hansen genom en rad av omfattande verk, åtföljda av utmärkta teckningar gjord sig ett stort namn. Hansens hithörande större arbete är Studies on Arthropoda (3 band, 1921-30).